# Рославлевский сельсовет
Рославлевский сельсовет — упразднённая административно-территориальная единица, существовавшая на территории Московской губернии и Московской области до 1929 и 1934—1939 годах.
Рославлевский сельсовет был образован в первые годы советской власти. По данным 1919 года он входил в состав Усмерской волости Бронницкого уезда Московской губернии.
В 1923 году к Рославлевскому с/с был присоединён Островицкий с/с.
По данным 1926 года в состав сельсовета входили деревня Рославлево-Островцы и погост Пуков Базар.
В 1929 году Рославлевский с/с был упразднён, а его территория присоединена к Конобеевскому с/с.
19 января 1934 года Рославлевский с/с был восстановлен в составе Виноградовского района Московской области путём выделения из Конобеевского с/с.
17 июля 1939 Рославлевский с/с был упразднён. При этом его территория (селения Рославлево и Пуков Базар) была передана в состав Конобеевского с/с.